# Вулиця Трудова (Хмельницький)
Ву́лиця Трудова́ в Хмельницькому розташована ближче до східної частини міста.
Пролягає від початку Вінницького шосе (поблизу міжміського автовокзалу № 1 в мікрорайоні Виставка), через залізничний міст в мікрорайоні «Заготзерно», до масиву індивідуальної забудови на місці Старого Аеропорту.

## Історія
Прокладена згідно з планом забудови міста від 1888 року, спершу мала вигляд невеличкої вулички поблизу цукрозаводу, тому й отримала назву Цукрова. У другій половині XX століття її перейменували на Трудову. В 1964 році, після побудови залізничного моста, а також переправи Південний Буг, вулиця з'єднала північну частину міста (Заріччя, Лезневе) та Новий План і Ракове і значно збільшилася у довжині.

## Комерція
Трудова, 4. Тут на великій площі розташований комплекс автомагазинів, автосалонів та авторинок.

## Храми
На перехресті вулиць Трудової та Пілотської розташований Костел Непорочного Серця Пресвятої Діви Марії.